# NGC 457
NGC 457 (Caldwell 13), appelé aussi « amas de la Chouette » ou « E.T. », est un très jeune amas ouvert situé dans la constellation septentrionale de Cassiopée. Cet amas d'étoiles a été découvert par William Herschel en 1787. Il renferme quelque quatre-vingts étoiles et sa distance au Soleil est estimée à 2,429 ± 2 kpc (∼7 920 al).
Les dernières estimations donnent un âge de 21 millions d'années à cet amas. Sa taille apparente est de 20,0 minutes d'arc, ce qui, compte tenu de la distance, donne une taille réelle maximale d'environ 46 années-lumière. 

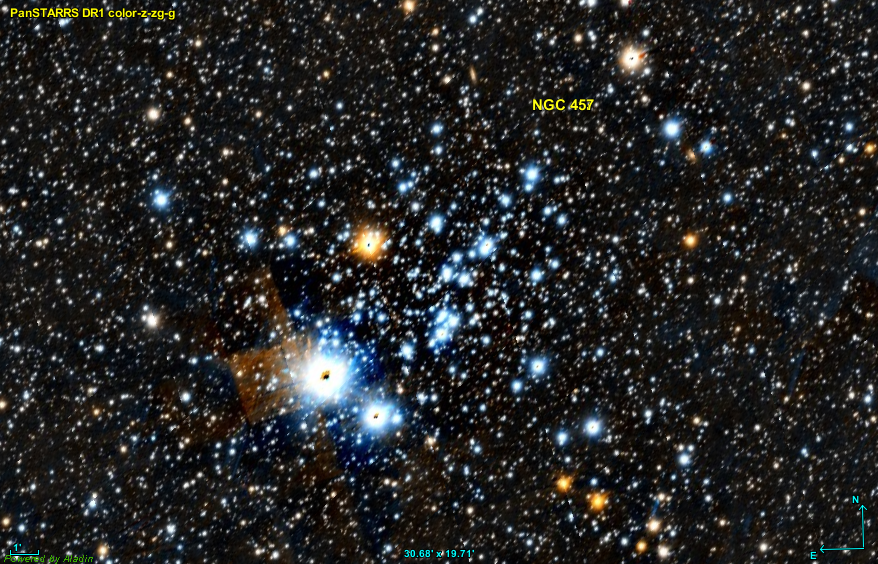
NGC 457 par le relevé PanSTARRS.

Ce très singulier amas apparaît comme une tache floue avec des jumelles 10×50 ou 8×40. On peut facilement le pointer avec une lunette ou un petit télescope. L'étoile φ Cassiopeiæ, située dans la même direction et près de NGC 457, forme un triangle avec les étoiles δ Cassiopeiae et χ Cassiopeiæ dans un chercheur 6×30 (voir l'image de DSS). Cassiopée étant une constellation circumpolaire, l'amas est observable toute l'année. Mais la saison la plus propice est cependant l'automne car c'est l'époque où il culmine dans le ciel. L'agencement des étoiles fait penser soit au rapace nocturne soit au plus célèbre des extraterrestres.
 Selon la classification des amas ouverts de Robert Trumpler, NGC 457 renferme plus de 100 étoiles (lettre r) dont la concentration est forte (I) et dont les magnitudes se répartissent sur un grand intervalle (le chiffre 3).

## Galerie

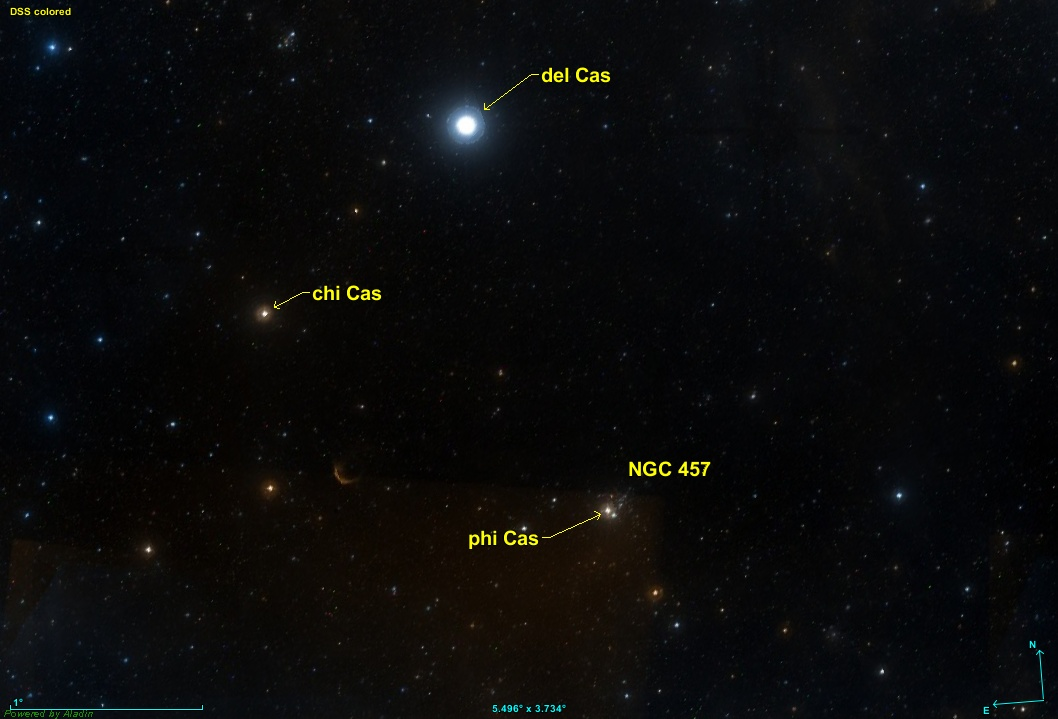
NGC 457. Les étoiles φ Cassiopeiæ, δ Cassiopeiae et χ Cassiopeiæ forment un triangle qui permet de repérer NGC 457 près de phi Cas.
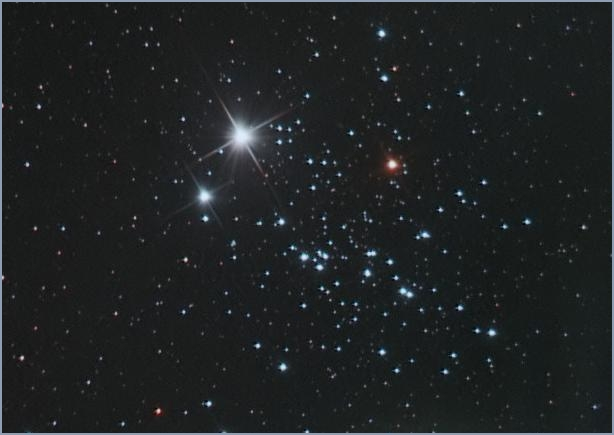
Photographie de NGC 457 par Henryk Kowalewski.
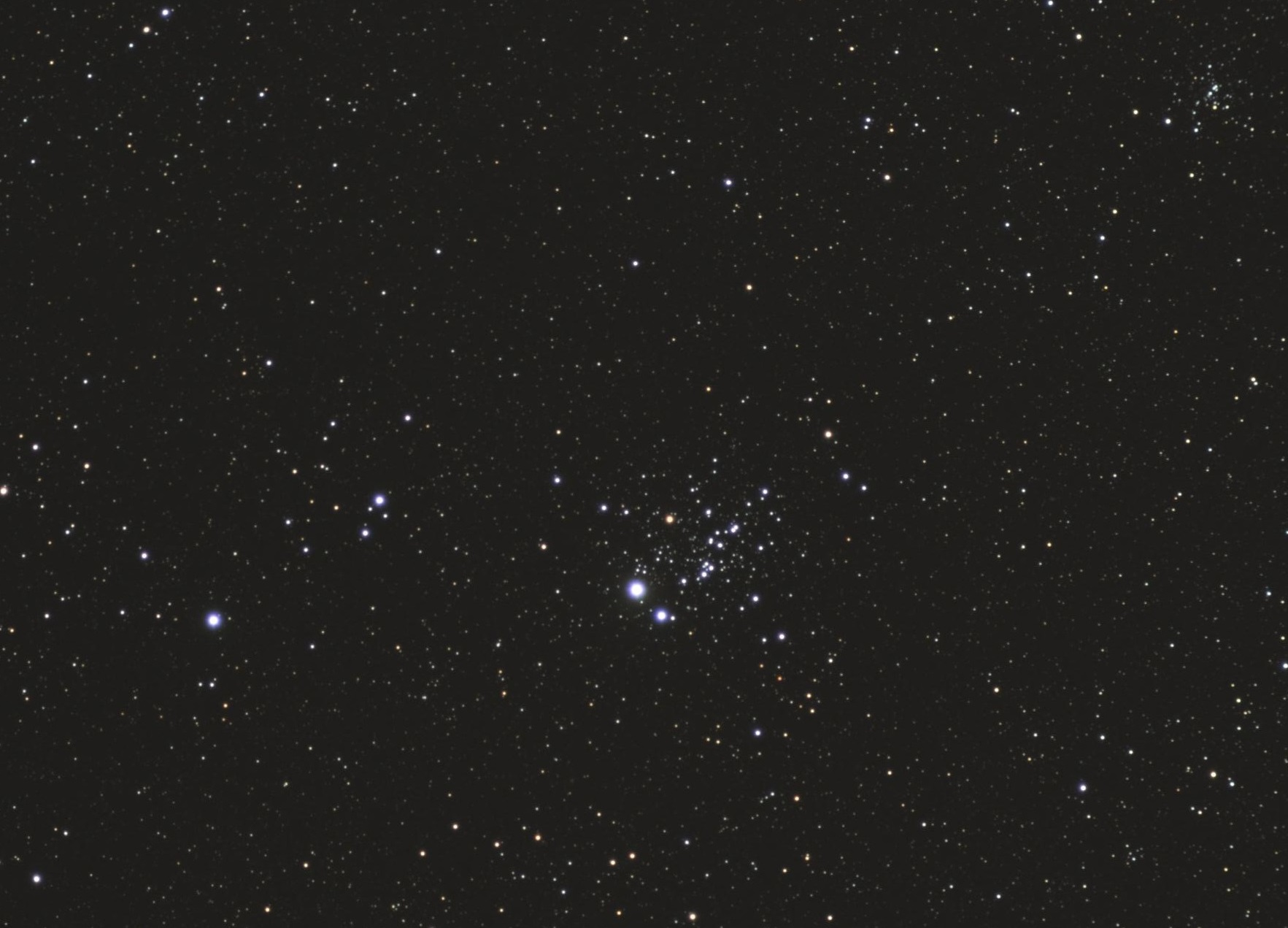
Photo Serge Corrotte